# NGC 2641
NGC 2641 este o galaxie lenticulară situată în constelația Ursa Mare. A fost descoperită în 30 septembrie 1802 de către William Herschel. Se află la o distanță de 46,66 de megaparseci de Pământ.